# Алекс Кіллорн
Александер Кіллорн (англ. Alexander Killorn; 14 вересня 1989, м. Галіфакс, Канада) — канадський хокеїст, лівий нападник. Виступає за «Тампа-Бей Лайтнінг» у Національній хокейній лізі.
Виступав за Гарвардський університет (NCAA), «Норфолк Адміралс» (АХЛ), «Тампа-Бей Лайтнінг», «Сірак'юс Кранч» (АХЛ).
В чемпіонатах НХЛ — 191 матч (39+59), у турнірах Кубка Стенлі — 24 матчі (8+10).
Досягнення
- Володар Кубка Стенлі (2020, 2021).